# Čmelák hájový
Čmelák hájový (Bombus lucorum) je hojný zástupce čeledi včelovitých. V České republice náleží mezi zákonem chráněné druhy. Je obecně rozšířen, ale převládá ve vyšších polohách.

## Rozšíření
Je široce rozšířený a vyskytuje se v palearktické (včetně Japonska), orientální, arktické a západní nearktické oblasti. Běžnější je v severnějších částech. Vyskytuje se také na Islandu, kam byl pravděpodobně zavlečen člověkem, a ve Velké Británii. Mezi jeho preferované biotopy patří vlhčí lesnaté krajiny, ale též pobřeží, zemědělské oblasti, pastviny, vřesoviště, města, zahrady, vrchoviště a okraje lesů. Druh se vyskytuje většinou všude tam, kde je dostatek živných rostlin, do jejichž květů dosáhne svým krátkým jazykem. 

## Znaky

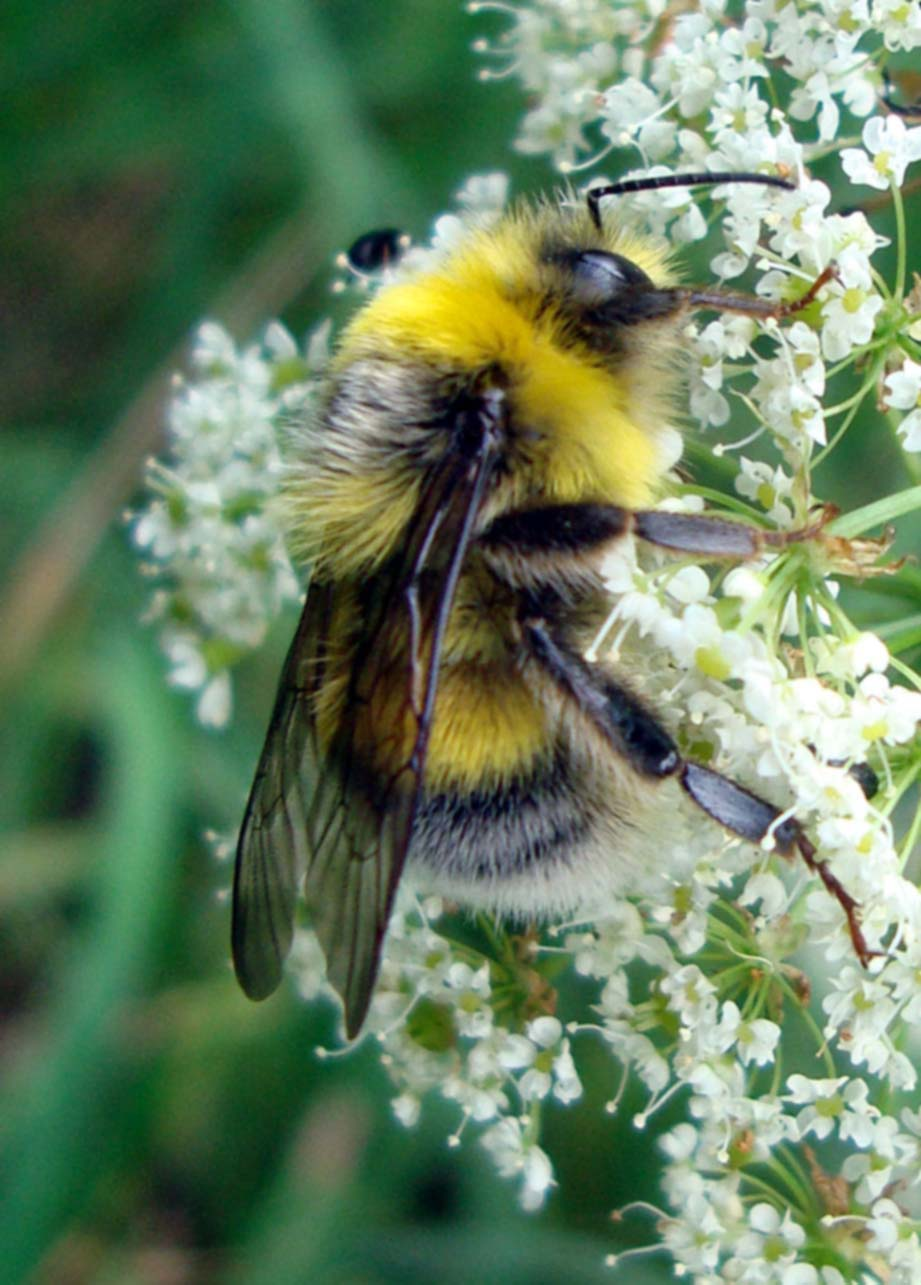
Čmelák hájový – samec

Dosti velký druh, matka dorůstá 20–22 mm, za letu vydává vyšší tón.
Čmelák hájový je celý černý se světle žlutým proužkem na přední straně hrudi, a světle žlutou páskou na 2. článku zadečku. Samec je zbarven podobně, ale s větším množstvím žluté barvy a vždy má světlé čelo. Od blízce příbuzných čmeláka zemního a čmeláka podvojného lze matky a dělnice na pohled jen velmi těžko odlišit.

## Způsob života
Biologický cyklus zahajuje brzy na jaře jako raný druh. Žije ve středně početných koloniích obsahujících až 400 členů. Hnízdí pod zemí. Patří do druhové skupiny pollen storres, tzn. že dělnice ukládají pyl a med do zvláštních voskových nádob. Z uskladněných zásob později dělnice krmí larvy podobně jako u včel.
Jeho obvyklým hnízdním parazitem je pačmelák český (Bombus bohemicus), případně i pačmelák panenský (Bombus vestalis).  